# Ceratostylis radiata
Ceratostylis radiata är en orkidéart som beskrevs av Johannes Jacobus Smith. Ceratostylis radiata ingår i släktet Ceratostylis och familjen orkidéer. Inga underarter finns listade i Catalogue of Life.